# Sydney Kentridge
Sir Sydney Kentridge KCMG, QC (* 5. November 1922 in Johannesburg) ist ein ehemaliger südafrikanisch-britischer Rechtsanwalt und Richter. Er war gegen die Apartheid eingestellt. Unter anderem verteidigte er im Treason Trial Ende der 1950er Jahre Nelson Mandela und vertrat 1977 die Familie Steve Bikos in der gerichtlichen Untersuchung zu dessen Tod.

## Leben
Kentridges Vater Morris Kentridge war ein als Morris Kantrovitch in Litauen geborener, jüdischer Rechtsanwalt, der erst mit 40 Jahren heiratete und von 1920 bis 1958 Abgeordneter der South African Labour Party war. Sydney Kentridge besuchte die Edward VII High School in Johannesburg, bevor er an der University of the Witwatersrand ein Studium der Rechtswissenschaften absolvierte. Im Zweiten Weltkrieg arbeitete er als Geheimdienstoffizier der Union Defence Force in Nordafrika und Italien. Anschließend besuchte er das Exeter College in Oxford. Er erwarb 1948 einen Bachelor of Arts in Rechtswissenschaften.
Sydney Kentridge arbeitete in einer Rechtsanwaltskanzlei, bevor er 1949 Rechtsanwalt am südafrikanischen Supreme Court wurde. 1950 gewann er einen Prozess für den Gewerkschafter Solly Sachs gegen den Staat. 1958 bis 1961 nahm er als Anwalt der angeklagten Oppositionellen am Treason Trial teil, wo er unter anderem Nelson Mandela verteidigte. Der Prozess endete mit dem Freispruch aller Angeklagten. Im Jahr 1965 stieg er zum Senior Counsel auf. Er verteidigte in Südafrika die drei späteren Friedensnobelpreisträger Albert Luthuli, Nelson Mandela und Desmond Tutu. Kentridges Kreuzverhörtaktik galt als sehr effektiv. So gelang es ihm 1977, als Anwalt der Familie des Black-Consciousness-Aktivisten Steve Biko der versammelten Weltpresse darzulegen, dass Biko durch Einwirkung von Polizisten ums Leben gekommen war– auch wenn das Gericht schließlich anders urteilte. Im Verlauf der Autopsie des Leichnams von Biko vertrat Kentridge die Familie des Toten in rechtlichen Fragen und wurde hierbei auf Instruktion von Shan Chetty durch George Bizos und Ernie Wentzel assistiert.
1981 zogen Sydney und seine Frau Felicia Kentridge nach London. Bereits ab 1977 bis 2013 war Kentridge Rechtsanwalt im Vereinigten Königreich. 1984 wurde er zum Queen’s Counsel ernannt, 1986 wurde er Bencher der Anwaltskammer Lincoln’s Inn. Er verteidigte das Unternehmen Townsend Thoresen (heute P&O Ferries) nach dem Untergang der Fähre Herald of Free Enterprise vor Zeebrügge im Jahr 1987. Sydney Kentridge vertrat die britische Regierung in einem Rechtsstreit um den Maastricht-Vertrag und trat gegen die Regierung auf, als sich der Innenminister wegen Missachtung des Gerichts verantworten musste. 1981 bis 1989 war Kentridge Judge of Appeal in Botswana. 1988 bis 1992 amtierte er in der gleichen Position für die Inseln Jersey und Guernsey. Er hatte wie seine Frau die südafrikanische Staatsbürgerschaft behalten und nahm 1994 an den ersten freien Wahlen Südafrikas teil. 1995 bis 1996 war er Acting Justice am neugegründeten Verfassungsgericht Südafrikas in Johannesburg. 2005 vertrat er Abdullah Öcalan vor dem Europäischen Gerichtshof für Menschenrechte bei seiner Klage gegen die Türkei. Noch an seinem 90. Geburtstag arbeitete er am britischen Supreme Court; im darauf folgenden Jahr setzte er sich zur Ruhe.
Kentridge heiratete 1952 die Rechtsanwältin und Anti-Apartheid-Aktivistin Felicia Geffen (1930–2015); die Ehe dauerte bis zum Tod Felicia Kentridges. Sie gehörte 1979 zu den Gründern des Legal Resources Centre (LRC). Ihr Mann gehörte zu den Gründungsmitgliedern des LRC-Aufsichtsrates. Vier Kinder stammen aus der Ehe. Der älteste Sohn William Kentridge lebt als bildender Künstler und Filmemacher in Südafrika.

## Auszeichnungen
Kentridge hält Ehrendoktorwürden der University of Leicester, der University of Cape Town, der University of Natal, der University of London, der University of Sussex, der University of the Witwatersrand, der Seton Hall University und der University of Buckingham.
1986 wurde Kentridge zum Honorary Fellow des Exeter College gewählt. Er ist seit 1999 Knight Commander des Order of St. Michael and St. George. 2008 erhielt er den südafrikanischen Order of the Baobab in Gold. Er wurde im Jahr 2013 bei der Erstvergabe der britischen Halsbury Legal Awards für sein Lebenswerk ausgezeichnet. Das General Council of the Bar of South Africa verleiht jährlich den Sydney and Felicia Kentridge Award für Verdienste um das Rechtswesen.